# 關鍵救援：巴士657
《關鍵救援：巴士657》（英語：Heist，又稱作）是一部2015年美國犯罪驚悚片，為史考特·曼恩執導。電影由獅門首映發行，美國於2015年11月13日上映。

## 劇情
故事敘述一名單身父親為了醫治女兒的病而向賭場老闆求助，但卻被趕了出去；因此他只好鋌而走險答應了同事的計劃、企圖搶劫賭場，使得他們遭到了追捕、而被迫劫持公車。

## 演員
- 勞勃·狄尼洛飾演Francis "The Pope" Silva[4]
- 傑佛瑞·狄恩·摩根飾演Luke Vaughn[4]
- 凱特·柏絲沃飾演Sydney Silva
- 莫瑞·錢斯諾飾演Derrick “The Dog” Prince
- 戴夫·巴帝斯塔飾演Cox
- 吉娜·卡拉諾飾演Kris
- D·B·史威尼飾演Bernie
- 馬克-保羅·戈塞拉飾演Marconi
- 史蒂芬·賽勒斯·沙斐飾演Julian Dante
- 泰森·蘇利文飾演Mickey
- 克里斯多夫·巴布·鮑文飾演Eric

## 發行
獅門首映定檔本片2015年11月13日在美國的限定地區上映，同時以VOD的方式發行。

## 外部連結
- 互联网电影数据库（IMDb）上《關鍵救援：巴士657》的资料（英文）